# Spalax
Spalax är ett släkte i den numera monotypiska underfamiljen Spalacinae i familjen mullvadsråttor. De betecknas ibland som blindråttor men namnet används även för hela familjen. Arterna i släktet är särskilt bra anpassade till livet under jorden.

## Utseende
Dessa gnagare har ett hudskikt framför ögonen som på så sätt helt har mist sin funktion. Dessutom saknar de yttre öron och svans. Kroppen är robust och övergången mellan huvud och bålen är nästan osynlig. Fötterna är små. Vid bägge sidor av huvudet finns brungula morrhår. Ur den breda munnen sticker två breda framtänder fram, även när munnen är sluten. Tänderna används för att gräva i jorden. Kroppens längd ligger mellan 15 och 30 centimeter. Arterna väger 215 till 570 gram. På ovansidan kan pälsen ha olika nyanser mellan brun och gulgrå. Dessa gnagare har ofta ett grått område vid halsen och bröstet. Nära nosen kan vit eller gula strimmor finnas. Buken är täckt med gulbrun päls.

## Utbredning och habitat
Utbredningsområdet sträcker sig från östra Medelhavsregionen och sydöstra Europa till regionen kring norra Svarta havet och norra Kaspiska havet. Habitatet utgörs av främst av områden som liknar stäpp. De hittas även i upp till 2 600 meter höga bergstrakter, buskmarker och öppna skogar samt på odlade områden.

## Ekologi
Arterna i underfamiljen stannar nästan hela livet under jorden och bygger avancerade tunnelsystem. Födan utgörs nästan uteslutande av växter. Ibland drar de en växt ner i marken.
Den delen av tunnelsystemet som används för födosöket ligger 10 till 25 centimeter under markytan. Tunnlarna kan ha en längd av flera hundra meter. Vid utgångarna skapas jordhögar som har en diameter av cirka 50 centimeter. Från boets övre del sträcker sig vertikala tunnlar till boets nedre del. Till den nedre delen är flera kamrar ansluten som har en diameter av 20 till 30 centimeter.
Individerna lever utanför parningstiden ensam. Fortplantningen sker under våren och per kull föds oftast tre ungar.

## Systematik och status
Tidigare delades underfamiljen Spalacinae i två släkten, Spalax och Nannospalax. Standardverket Mammal Species of the World sammanfattade däremot alla arter i släktet Spalax. Andra zoologer skiljer mellan upp till 6 släkten. Enligt nyare genetiska undersökningar utförd av Savic och Nevo finns genetiska skillnader mellan populationer som är helt lik varandra. De hittade upp till 30 olika kromosomer bland de undersökta individerna. Trots allt är den fylogenetiska undersökningen inte avslutad och så länge står den gamla indelningen kvar.
Beroende på auktoritet skiljs mellan upp till 13 arter. Den följande listan med 9 arter är enligt IUCN.
- Spalax arenarius lever i södra Ukraina, den listas som starkt hotad (EN).
- Spalax ehrenbergi förekommer från norra Afrikas Medelhavskust till södra Turkiet och centrala Irak, den listas med kunskapsbrist (DD).
- Spalax giganteus hittas i Ryssland, väster om norra Kaspiska havet, den listas som sårbar (VU).
- Spalax graecus har tre från varandra skilda populationer i Rumänien, den listas som nära hotad (NT).
- Västlig blindmus (Spalax leucodon) förekommer från sydvästra Ukraina till Grekland och europeiska Turkiet, den listas med kunskapsbrist.
- Spalax microphthalmus lever i östra Ukraina och sydöstra Ryssland, den listas som livskraftig (LC).
- Spalax nehringi hittas i asiatiska delen av Turkiet, den listas med kunskapsbrist.
- Spalax uralensis förekommer i östra Kazakstan, den listas som nära hotad.
- Spalax zemni finns i Ukraina, den listas som sårbar.